# 6 Hours of Shanghai 2012

Tor Shanghai International Circuit

6 Hours of Shanghai 2012 – długodystansowy wyścig samochodowy, który odbył się 28 października 2012 roku. Był on ósmą a zarazem ostatnią rundą sezonu 2012 serii FIA World Endurance Championship.

## Harmonogram
| Dzień                      | Godzina | Sesja                     |
| -------------------------- | ------- | ------------------------- |
| Piątek, 26 października    | 10:35   | Pierwsza sesja treningowa |
| Piątek, 26 października    | 15:30   | Druga sesja treningowa    |
| Sobota, 27 października    | 9:15    | Trzecia sesja treningowa  |
| Sobota, 27 października    | 13:25   | Sesja kwalifikacyjna      |
| Niedziela, 28 października | 11:00   | Wyścig                    |
| Źródło                     |         |                           |

## Sesje treningowe
| Klasa          | Zespół                     | Samochód                 | Czas           | Okr.           |
| Sesja pierwsza | Sesja pierwsza             | Sesja pierwsza           | Sesja pierwsza | Sesja pierwsza |
| -------------- | -------------------------- | ------------------------ | -------------- | -------------- |
| LMP1           | #2 Audi Sport Team Joest   | Audi R18 e-tron quattro  | 1:52,219       | 40             |
| LMP2           | #25 ADR-Delta              | Oreca 03–Nissan          | 1:56,227       | 36             |
| LMGTE Pro      | #77 Team Felbermayr-Proton | Porsche 911 RSR          | 2:06,834       | 32             |
| LMGTE Am       | #57 Krohn Racing           | Ferrari F458 Italia GT2  | 2:08,345       | 35             |
| Sesja druga    |                            |                          |                |                |
| LMP1           | #7 Toyota Racing           | Toyota TS030 Hybrid      | 1:50,573       | 42             |
| LMP2           | #32 Lotus                  | Lola B12/80–Lotus        | 1:55,290       | 32             |
| LMGTE Pro      | #97 Aston Martin Racing    | Aston Martin Vantage GTE | 2:05,678       | 35             |
| LMGTE Am       | #61 AF Corse-Waltrip       | Ferrari F458 Italia GT2  | 2:06,471       | 33             |
| Sesja trzecia  |                            |                          |                |                |
| LMP1           | #7 Toyota Racing           | Toyota TS030 Hybrid      | 1:48,979       | 23             |
| LMP2           | #24 OAK Racing             | Morgan LMP2–Nissan       | 1:56,295       | 14             |
| LMGTE Pro      | #77 Team Felbermayr-Proton | Porsche 911 RSR          | 2:06,332       | 14             |
| LMGTE Am       | #88 Team Felbermayr-Proton | Porsche 911 RSR          | 2:10,540       | 17             |

## Kwalifikacje
Pole position w każdej kategorii oznaczone jest pogrubieniem.
| Poz.   | Klasa     | Zespół                      | Kierowca             | Czas     | Poz. s. |
| ------ | --------- | --------------------------- | -------------------- | -------- | ------- |
| 1      | LMP1      | #7 Toyota Racing            | Alexander Wurz       | 1:48,273 | 1       |
| 2      | LMP1      | #2 Audi Sport Team Joest    | Allan McNish         | 1:48,373 | 2       |
| 3      | LMP1      | #1 Audi Sport Team Joest    | André Lotterer       | 1:48,597 | 3       |
| 4      | LMP1      | #22 JRM                     | Karun Chandhok       | 1:51,003 | 4       |
| 5      | LMP1      | #12 Rebellion Racing        | Neel Jani            | 1:51,019 | 5       |
| 6      | LMP1      | #21 Strakka Racing          | Danny Watts          | 1:51,037 | 6       |
| 7      | LMP1      | #13 Rebellion Racing        | Andrea Belicchi      | 1:51,394 | 7       |
| 8      | LMP1      | #15 OAK Racing              | Bertrand Baguette    | 1:52,172 | 8       |
| 9      | LMP2      | #32 Lotus                   | James Rossiter       | 1:54,132 | 9       |
| 10     | LMP2      | #25 ADR-Delta               | John Martin          | 1:54,301 | 10      |
| 11     | LMP2      | #44 Starworks Motorsport    | Stéphane Sarrazin    | 1:54,350 | 11      |
| 12     | LMP2      | #24 OAK Racing              | Olivier Pla          | 1:54,475 | 12      |
| 13     | LMP2      | #49 Pecom Racing            | Pierre Kaffer        | 1:55,151 | 13      |
| 14     | LMP2      | #31 Lotus                   | Thomas Holzer        | 1:55,195 | 14      |
| 15     | LMP2      | #23 Signatech-Nissan        | Franck Mailleux      | 1:55,687 | 15      |
| 16     | LMP2      | #41 Greaves Motorsport      | Elton Julian         | 1:56,531 | 16      |
| 17     | LMP2      | #26 Signatech-Nissan        | Pierre Ragues        | 1:56,682 | 17      |
| 18     | LMP2      | #29 Gulf Racing Middle East | Fabien Giroix        | 1:57,370 | 18      |
| 19     | LMGTE Pro | #97 Aston Martin Racing     | Darren Turner        | 2:03,721 | 19      |
| 20     | LMGTE Pro | #77 Team Felbermayr-Proton  | Richard Lietz        | 2:04,471 | 20      |
| 21     | LMGTE Pro | #51 AF Corse                | Giancarlo Fisichella | 2:05,387 | 21      |
| 22     | LMGTE Am  | #88 Team Felbermayr-Proton  | Paolo Ruberti        | 2:05,584 | 22      |
| 23     | LMGTE Am  | #61 AF Corse-Waltrip        | Marco Cioci          | 2:05,836 | 23      |
| 24     | LMGTE Pro | #71 AF Corse                | Olivier Beretta      | 2:06,367 | 24      |
| 25     | LMGTE Am  | #50 Larbre Compétition      | Julien Canal         | 2:06,910 | 25      |
| 26     | LMGTE Am  | #55 JWA-Avila               | Joël Camathias       | 2:08,848 | 26      |
| 27     | LMGTE Am  | #70 Larbre Compétition      | Pascal Gibon         | 2:09,155 | 27      |
| 28     | LMGTE Am  | #57 Krohn Racing            | Tracy Krohn          | 2:09,641 | 28      |
| Źródła |           |                             |                      |          |         |

## Wyścig

### Wyniki
Minimum do bycia sklasyfikowanym (70 procent dystansu pokonanego przez zwycięzców wyścigu) wyniosło 133 okrążenia. Zwycięzcy klas są oznaczeni pogrubieniem.
| Poz.                   | Klasa     | Zespół                      | Kierowcy                                             | Samochód                                | Opony | Okr. |
| Poz.                   | Klasa     | Zespół                      | Kierowcy                                             | Silnik                                  | Opony | Okr. |
| ---------------------- | --------- | --------------------------- | ---------------------------------------------------- | --------------------------------------- | ----- | ---- |
| 1                      | LMP1      | #7 Toyota Racing            | Alexander Wurz Nicolas Lapierre                      | Toyota TS030 Hybrid                     | M     | 191  |
| 1                      | LMP1      | #7 Toyota Racing            | Alexander Wurz Nicolas Lapierre                      | Toyota 3.4 L V8 (Hybrid)                | M     | 191  |
| 2                      | LMP1      | #2 Audi Sport Team Joest    | Allan McNish Tom Kristensen                          | Audi R18 e-tron quattro                 | M     | 191  |
| 2                      | LMP1      | #2 Audi Sport Team Joest    | Allan McNish Tom Kristensen                          | Audi TDI 3.7 L Turbo V6 (Hybrid Diesel) | M     | 191  |
| 3                      | LMP1      | #1 Audi Sport Team Joest    | Benoît Tréluyer Marcel Fässler André Lotterer        | Audi R18 e-tron quattro                 | M     | 191  |
| 3                      | LMP1      | #1 Audi Sport Team Joest    | Benoît Tréluyer Marcel Fässler André Lotterer        | Audi TDI 3.7 L Turbo V6 (Hybrid Diesel) | M     | 191  |
| 4                      | LMP1      | #13 Rebellion Racing        | Harold Primat Andrea Belicchi Congfu Cheng           | Lola B12/60                             | M     | 185  |
| 4                      | LMP1      | #13 Rebellion Racing        | Harold Primat Andrea Belicchi Congfu Cheng           | Toyota RV8KLM 3.4 L V8                  | M     | 185  |
| 5                      | LMP1      | #22 JRM                     | Peter Dumbreck Karun Chandhok David Brabham          | HPD ARX-03a                             | M     | 185  |
| 5                      | LMP1      | #22 JRM                     | Peter Dumbreck Karun Chandhok David Brabham          | Honda LM-AR6 3.4 L V8                   | M     | 185  |
| 6                      | LMP1      | #21 Strakka Racing          | Jonny Kane Danny Watts Nick Leventis                 | HPD ARX-03a                             | M     | 182  |
| 6                      | LMP1      | #21 Strakka Racing          | Jonny Kane Danny Watts Nick Leventis                 | Honda LM-AR6 3.4 L V8                   | M     | 182  |
| 7                      | LMP2      | #25 ADR-Delta               | Tor Graves John Martin Mathias Beche                 | Oreca 03                                | D     | 180  |
| 7                      | LMP2      | #25 ADR-Delta               | Tor Graves John Martin Mathias Beche                 | Nissan VK45DE 4.5 L V8                  | D     | 180  |
| 8                      | LMP2      | #44 Starworks Motorsport    | Stéphane Sarrazin Ryan Dalziel Enzo Potolicchio      | HPD ARX-03b                             | D     | 180  |
| 8                      | LMP2      | #44 Starworks Motorsport    | Stéphane Sarrazin Ryan Dalziel Enzo Potolicchio      | Honda HR28TT 2.8 L Turbo V6             | D     | 180  |
| 9                      | LMP2      | #24 OAK Racing              | Olivier Pla Matthieu Lahaye Jacques Nicolet          | Morgan LMP2                             | D     | 179  |
| 9                      | LMP2      | #24 OAK Racing              | Olivier Pla Matthieu Lahaye Jacques Nicolet          | Nissan VK45DE 4.5 L V8                  | D     | 179  |
| 10                     | LMP2      | #49 Pecom Racing            | Pierre Kaffer Nicolas Minassian Luís Pérez Companc   | Oreca 03                                | D     | 179  |
| 10                     | LMP2      | #49 Pecom Racing            | Pierre Kaffer Nicolas Minassian Luís Pérez Companc   | Nissan VK45DE 4.5 L V8                  | D     | 179  |
| 11                     | LMP2      | #23 Signatech-Nissan        | Jordan Tresson Olivier Lombard Franck Mailleux       | Oreca 03                                | D     | 178  |
| 11                     | LMP2      | #23 Signatech-Nissan        | Jordan Tresson Olivier Lombard Franck Mailleux       | Nissan VK45DE 4.5 L V8                  | D     | 178  |
| 12                     | LMP2      | #31 Lotus                   | Mirco Schultis Thomas Holzer                         | Lola B12/80                             | D     | 177  |
| 12                     | LMP2      | #31 Lotus                   | Mirco Schultis Thomas Holzer                         | Lotus 3.6 L V8                          | D     | 177  |
| 13                     | LMP2      | #26 Signatech-Nissan        | Pierre Ragues Roman Rusinow Nelson Panciatici        | Oreca 03                                | D     | 177  |
| 13                     | LMP2      | #26 Signatech-Nissan        | Pierre Ragues Roman Rusinow Nelson Panciatici        | Nissan VK45DE 4.5 L V8                  | D     | 177  |
| 14                     | LMP1      | #15 OAK Racing              | Dominik Kraihamer Bertrand Baguette Takuma Sato      | OAK Pescarolo 01                        | D     | 174  |
| 14                     | LMP1      | #15 OAK Racing              | Dominik Kraihamer Bertrand Baguette Takuma Sato      | Honda LM-V8 3.4 L V8                    | D     | 174  |
| 15                     | LMP2      | #41 Greaves Motorsport      | Elton Julian Ricardo González Christian Zugel        | Zytek Z11SN                             | D     | 171  |
| 15                     | LMP2      | #41 Greaves Motorsport      | Elton Julian Ricardo González Christian Zugel        | Nissan VK45DE 4.5 L V8                  | D     | 171  |
| 16                     | LMGTE Pro | #97 Aston Martin Racing     | Darren Turner Stefan Mücke                           | Aston Martin Vantage GTE                | M     | 169  |
| 16                     | LMGTE Pro | #97 Aston Martin Racing     | Darren Turner Stefan Mücke                           | Aston Martin 4.5 L V8                   | M     | 169  |
| 17                     | LMGTE Pro | #77 Team Felbermayr-Proton  | Richard Lietz Marc Lieb                              | Porsche 911 RSR                         | M     | 169  |
| 17                     | LMGTE Pro | #77 Team Felbermayr-Proton  | Richard Lietz Marc Lieb                              | Porsche 4.0 L Flat-6                    | M     | 169  |
| 18                     | LMGTE Pro | #71 AF Corse                | Olivier Beretta Andrea Bertolini                     | Ferrari 458 Italia GT2                  | M     | 168  |
| 18                     | LMGTE Pro | #71 AF Corse                | Olivier Beretta Andrea Bertolini                     | Ferrari 4.5 L V8                        | M     | 168  |
| 19                     | LMGTE Am  | #50 Larbre Compétition      | Patrick Bornhauser Julien Canal Pedro Lamy           | Chevrolet Corvette C6.R                 | M     | 166  |
| 19                     | LMGTE Am  | #50 Larbre Compétition      | Patrick Bornhauser Julien Canal Pedro Lamy           | Chevrolet 5.5 L V8                      | M     | 166  |
| 20                     | LMGTE Am  | #88 Team Felbermayr-Proton  | Christian Ried Gianluca Roda Paolo Ruberti           | Porsche 911 RSR                         | M     | 165  |
| 20                     | LMGTE Am  | #88 Team Felbermayr-Proton  | Christian Ried Gianluca Roda Paolo Ruberti           | Porsche 4.0 L Flat-6                    | M     | 165  |
| 21                     | LMGTE Am  | #57 Krohn Racing            | Tracy Krohn Niclas Jönsson Michele Rugolo            | Ferrari 458 Italia GT2                  | M     | 164  |
| 21                     | LMGTE Am  | #57 Krohn Racing            | Tracy Krohn Niclas Jönsson Michele Rugolo            | Ferrari 4.5 L V8                        | M     | 164  |
| 22                     | LMGTE Am  | #61 AF Corse-Waltrip        | Robert Kauffman Marco Cioci Rui Águas                | Ferrari 458 Italia GT2                  | M     | 164  |
| 22                     | LMGTE Am  | #61 AF Corse-Waltrip        | Robert Kauffman Marco Cioci Rui Águas                | Ferrari 4.5 L V8                        | M     | 164  |
| 23                     | LMGTE Am  | #70 Larbre Compétition      | Jean-Philippe Belloc Christophe Bourret Pascal Gibon | Chevrolet Corvette C6.R                 | M     | 163  |
| 23                     | LMGTE Am  | #70 Larbre Compétition      | Jean-Philippe Belloc Christophe Bourret Pascal Gibon | Chevrolet 5.5 L V8                      | M     | 163  |
| 24                     | LMGTE Am  | #55 JWA-Avila               | Joël Camathias Matt Bell Paul Daniels                | Porsche 911 RSR                         | P     | 152  |
| 24                     | LMGTE Am  | #55 JWA-Avila               | Joël Camathias Matt Bell Paul Daniels                | Porsche 4.0 L Flat-6                    | P     | 152  |
| Niesklasyfikowani      |           |                             |                                                      |                                         |       |      |
|                        | LMP1      | #12 Rebellion Racing        | Nicolas Prost Neel Jani                              | Lola B12/60                             | M     | 180  |
| Toyota RV8KLM 3.4 L V8 | LMP1      | #12 Rebellion Racing        | Nicolas Prost Neel Jani                              |                                         | M     | 180  |
|                        | LMGTE Pro | #51 AF Corse                | Gianmaria Bruni Giancarlo Fisichella                 | Ferrari 458 Italia GT2                  | M     | 144  |
| Ferrari 4.5 L V8       | LMGTE Pro | #51 AF Corse                | Gianmaria Bruni Giancarlo Fisichella                 |                                         | M     | 144  |
|                        | LMP2      | #29 Gulf Racing Middle East | Jean-Denis Délétraz Keiko Ihara Fabien Giroix        | Lola B12/80                             | D     | 93   |
| Nissan VK45DE 4.5 L V8 | LMP2      | #29 Gulf Racing Middle East | Jean-Denis Délétraz Keiko Ihara Fabien Giroix        |                                         | D     | 93   |
|                        | LMP2      | #32 Lotus                   | Kevin Weeda James Rossiter Jan Charouz               | Lola B12/80                             | D     | 78   |
| Lotus 3.6 L V8         | LMP2      | #32 Lotus                   | Kevin Weeda James Rossiter Jan Charouz               |                                         | D     | 78   |

### Statystyki

#### Najszybsze okrążenie
| Klasa     | Kierowca         | Zespół                  | Czas     | Okr. |
| --------- | ---------------- | ----------------------- | -------- | ---- |
| LMP1      | Nicolas Lapierre | #7 Toyota Racing        | 1:48,815 | 137  |
| LMP2      | Mathias Beche    | #25 ADR-Delta           | 1:55,214 | 28   |
| LMGTE Pro | Stefan Mücke     | #97 Aston Martin Racing | 2:05,146 | 62   |
| LMGTE Am  | Marco Cioci      | #61 AF Corse-Waltrip    | 2:05,900 | 105  |
| Źródło    |                  |                         |          |      |